# 擬淵棲短吻獅子魚
擬淵棲短吻獅子魚，為輻鰭魚綱鮋形目杜父魚亞目獅子魚科的其中一種，分布於南冰洋羅斯海海域，棲息深度2049-2089公尺，為深海底棲性魚類，屬肉食性，生活習性不明。

## 擴展閱讀
維基物種上的相關：擬淵棲短吻獅子魚